# مروان البوريني
مروان إسماعيل عامر جبريل ويُعرف بــ مروان البوريني هو دبلوماسي فلسطيني، كان رئيسًا للجالية الفلسطينية في إسبانيا ومستشارًا في السفارة الفلسطينية في مدريد، وفي 1 مايو 2018 عُين سفيرًا لدولة فلسطين لدى السلفادور.